# 크리스마스에 집에 가려면
《크리스마스에 집에 가려면》(노르웨이어: Hjem til jul)은 2019년부터 넷플릭스에서 방영된 노르웨이의 로맨틱 코미디 드라마이다. 2019년 12월 5일 시즌1이 넷플릭스에 공개되었다.

## 시놉시스
30세의 요한네. 주변 친구들, 가족들 모두 짝을 찾았고 요한네 혼자만 솔로로 남았다. 가족들의 끊임없는 연애 질문에 지친 요한네는 그만 남자친구가 있고 크리스마스에 데려올 것이라며 거짓말을 해버린다. 크리스마스까지 남은 24일 만에 남자친구를 사귀기 위한 요한네의 수난기가 시작된다.

## 출연진
- 이다 엘리세 브로크 - 요한네: 주인공. 갓 30대가 된 솔로. 병원에서 간호사로 일하고 있다.
- 가브리엘레 레이트헤우 - 예르군: 요한네의 룸메이트. 요한네의 연애에 관해 조언을 해준다.
- 아네테 호프 - 요한네 엄마 요리드
- 덴니스 스토르회이 - 요한네 아빠 토르
- 기타 뇌르뷔 - 트리네 네르고르 부인: 요한네가 담당하고 있는 환자 할머니. 과거에는 남자에게 인기가 아주 많았다고 한다.
- 헤게 쇠벤 - 수간호사 벤테: 요한네가 하는 일에 대해 시시콜콜 트집 잡는 상사.
- 사만타 구라 - 동료 간호사 마리아
- 오드게이르 투네 - 닥터 헨리크: 요한네 병원의 의사. 말끔한 미남이지만 요한네 앞에만 서면 수줍어 하는 소심남.
- 비에른 스카게스타 - 벵트 에리크 뢰브스코그: 요한네가 담당했던 환자. 전직 공중보건부 장관이었던 억만장자.
- 펠릭스 산드만 - 발정남 요나스: 요한네가 데이팅 앱으로 만난 남자. 스웨덴에서 온 19세 청년으로 5번을 뛰어도 지치지 않는 정력의 소유자.
- 마스 시외고르 페테르센 - 운동쟁이 스테인: 요한네가 데이팅 앱으로 만난 남자. 전직 바이애슬론 선수로 운동을 아주 좋아한다.
- 나데르 카데미 - 방탈출남 파울: 요한네가 데이팅 앱으로 만난 남자. 방탈출 카페에서 데이트를 하며 아주 추한 모습을 보여준다. 나중에 요한네의 동료 간호사 잉가와 사귀게 된다.
- 킹스포르 시아보르 - 바텐더 토마스: 요한네의 지인으로 펍을 경영하고 있다.
- 크리스티안 루드 칼룸 - 요한네 남동생 모르텐
- 스티안 블리프 - 요한네 전남친 크리스티안: 주변인의 평판이 아주 좋은 남자이지만 요한네와는 3년 전 헤어졌다.
- 리네 베른달 - 닥터 에이라
- 프란시스코 요나탄 카라스코 - 병원 광대: 병원 환자들을 상대로 광대 공연을 보여주는 남자. 실은 노르웨이 출신이 아니다.
- 사모 리우프손 - 올리베르
- 토르드 팔틴 - 토르드
- 이셀린 슘바 - 자네테
- 에우둔 산뎀 - 트륌
- 아르투르 하칼라티 - 세바스티안: 요한네가 담당하고 있는 젊은 남자 환자.
- 올레 크리스토페르 에르트보 - 영화남: 요한네가 소개팅을 망치고 나왔을 때 우연히 부딪쳐 서류를 흘린 남자. 서류를 주우며 같이 영화 약속을 잡게 된다.

## 에피소드

### 시즌 1
시즌1의 모든 에피소드는 2019년 12월 5일에 공개되었다.
| 회차 | 제목                                               | 감독                         | 각본                                                                      | 분량 |
| --- | -------------------------------------------------- | ---------------------------- | ------------------------------------------------------------------------- | ---- |
| 1 | "솔로에게 크리스마스란?" "Den store juleløgnen"    | 안나 구토, 페르올라브 쇠렌센 | 프레데리크 회위에르, 미리암 라르센, 마티스 헤르만 뉘크비스트, 율리 셰우펠 | 29분 |
| 12월 1일, 병원에서 간호사로 일하는 요한네는 크리스마스에 일정이 없는 솔로라는 이유로 크리스마스 날 근무에 배정된다. 3년 전 헤어진 남친 크리스티안은 다른 사람을 만나 결혼해서 잘 살고 있다. 가족들은 만나는 사람 없느냐며 계속해서 요한네를 채근하는 상황. 요한네는 홧김에 만나는 사람이 있다고 온 가족이 모인 저녁 식사 때 말해버리고, 기뻐한 가족들은 크리스마스에 남친을 데려오라고 한다. 그래서 요한네는 크리스마스 때까지 남자를 구해야 하는 상황에 놓이게 됐다. 지인들의 도움을 받아 연속으로 소개팅을 하지만 나오는 남자들은 괴상한 사람들뿐이다. 결국 한 명도 못 건지고 돌아가려는 때에 어떤 남자와 부딪치고, 요한네는 그 남자와 좋아하는 영화를 같이 보러가자는 약속을 잡게 된다. |                                                    |                              |                                                                           |      |
| 2 | "남친 급구" "Seriøs dating"                        | 안나 구토, 페르올라브 쇠렌센 | 프레데리크 회위에르, 미리암 라르센, 마티스 헤르만 뉘크비스트, 율리 셰우펠 | 31분 |
| 요한네는 우연히 만난 남자와 영화 《러브 액츄얼리》를 같이 보러 가지만, 남자는 요한네가 가장 좋아하는 그 영화를 취향에 안 맞는다며 불평만 늘어놓고 결국 그 남자는 떼어낸다. 친구의 제안으로 데이팅 앱으로 남자를 찾기로 하지만 만나는 남자는 언뜻 괜찮은 것 같다가도 파헤쳐 보면 최악인 그런 자들뿐이다. 그나마 오래 만난 스포츠광 스테인과도 도무지 운동치인 요한네를 배려해주지 않는 것 때문에 그만둔다. 병원에서 만난 환자 트리네는 남자 보는 눈을 더 낮추라고 한다. 스테인 다음에 만난 젊은 스웨덴 청년 요나스는 폭발적인 정력으로 요한네와 몇 번이나 섹스를 한다. |                                                    |                              |                                                                           |      |
| 3 | "연하남이냐 꽃중년이냐" "Sugar Baby? Sugar Daddy?" | 안나 구토, 페르올라브 쇠렌센 | 프레데리크 회위에르, 미리암 라르센, 마티스 헤르만 뉘크비스트, 율리 셰우펠 | 26분 |
| 발정남과의 만족스러운 섹스 후 요한네는 의기양양하게 친구들을 만나러 가지만, 친구들은 어린애보단 나이 있고 안정적인 남자들을 더 선호한다. 마침 요한네의 환자였던 나이 많은 부자 벵트 에리크가 퇴원을 하면서 요한네에게 관심을 보인다. 그를 만나보기로 한 요한네. 데이트 장소는 남녀 혼욕 사우나였는데, 알몸으로 들어갔다가 엄마아빠를 마주친다. 심지어 엄마는 벵트 에리크와 사귀었던 과거가 있었다. 환장하는 상황에 질린 요한네는 그 자리에서 탈출하고 발정남을 불러내어 하룻밤을 보낸다. |                                                    |                              |                                                                           |      |
| 4 | "어쩌다 파티 주인공" "Julebordflørt"               | 안나 구토, 페르올라브 쇠렌센 | 프레데리크 회위에르, 미리암 라르센, 마티스 헤르만 뉘크비스트, 율리 셰우펠 | 29분 |
| 병원 직원들이 참석하는 크리스마스 파티가 열린다. 그런데 파티장에 요한네가 전에 데이트했던 파울과 스테인이 한 자리에 모인다. 파울과 스테인은 요한네를 두고 다투다가 주먹다짐을 벌이고 이 때문에 요한네가 둘을 나무라면서 파티를 즐기자고 큰소리를 친다. 파티가 끝나고 집에 가는 전차 안에서 요한네에게 은근히 추파를 던지던 닥터 에이라가 동석한다. 에이라는 요한네를 유혹해서 키스하고 오럴 섹스를 시도하다가 운전사에게 제지당한다. 다음날 아침이 되어 요한네 가족은 모두 모여 크리스마스 트리를 사러 간다. 요리드는 아빠랑 같이 즐기라고 바이애슬론 티켓을 사놓았다고 한다. 요한네의 전 남친이자 현재는 다른 여자와 결혼해 아이도 낳은 크리스티안이 나타나 요한네에게 안부를 전한다. 크리스티안이 가고 가족들은 왜 헤어졌느냐고 물어보지만 요한네는 그냥 차였다고 한다.                                                      |                                                    |                              |                                                                           |      |
| 5 | "두 번의 아픔" "Hjertesorg"                        | 안나 구토, 페르올라브 쇠렌센 | 프레데리크 회위에르, 미리암 라르센, 마티스 헤르만 뉘크비스트, 율리 셰우펠 | 27분 |
| 요한네는 조카들을 봐주러 갔다가 발정남 요나스의 연락을 받는다. 알고 보니 그날은 요나스의 생일이었다. 룸메이트 예르군과 함께 생일 케이크를 만들어서 가지고 갔는데 요나스는 클럽에서 다른 여자와 키스하고 있었다. 요나스는 크리스마스가 지나면 발리로 공부하러 갈 예정이라 요한네와 더 깊게 갈 수는 없다고 밝힌다. 요한네는 바텐더 토마스의 펍으로 와서 눈물 젖은 술을 마신다. 기분이 풀린 요한네는 케이크를 들고 시내를 돌아다니며 놀다가 바람을 피우고 있던 아버지와 마주친다. |                                                    |                              |                                                                           |      |
| 6 | "너로 정했다" "Den store julefinalen"              | 안나 구토, 페르올라브 쇠렌센 | 프레데리크 회위에르, 미리암 라르센, 마티스 헤르만 뉘크비스트, 율리 셰우펠 | 31분 |
| 크리스마스 이브가 되었다. 요한네는 아빠를 차갑게 대한다. 요한네의 룸메이트 예르군은 촛대를 피웠다가 크리스마스 선물들을 두 개만 빼고 홀라당 태워버린다. 요한네는 동생 모르텐과 시내를 돌며 선물을 고르면서 아빠의 외도 이야기를 하는데, 모르텐이 말하길 엄마도 이미 알고 있으며, 오히려 서로 바람을 피우고 있었다. 둘은 엄마에게 줄 책 선물을 고르다가 스테인과 만난다. 크리스마스 날, 요한네는 병원에 출근하는데 수간호사가 지금까지 매년 크리스마스 근무를 했으니 이번만큼은 가족과 보내라며 퇴근시킨다. 그리고 늘 수줍기만 했던 닥터 헨리크가 진지하게 요한네에게 마음을 고백한다. 본가에서, 요한네는 남자친구 대신 손님으로 예르군과, 막 커플이 된 광대 라울, 네르고르 부인을 초대하며 이제까지 자신 곁에서 이끌어준 인물로 소개한다. 모두는 즐거운 저녁식사를 한다. 마지막에 초인종이 울리고, 누군가가 요한네를 찾아온다. |                                                    |                              |                                                                           |      |

### 시즌 2
시즌2의 모든 에피소드는 2020년 12월 18일에 공개되었다.
| 회차 | 제목                       | 감독              | 각본                                                                      | 분량 |
| ---- | -------------------------- | ----------------- | ------------------------------------------------------------------------- | ---- |
| 1    | "사랑일까, 아닐까"         | 페르올라브 쇠렌센 | 프레데리크 회위에르, 미리암 라르센, 마티스 헤르만 뉘크비스트, 율리 셰우펠 | 31분 |
| 2    | "달콤한 복수"              | 페르올라브 쇠렌센 | 프레데리크 회위에르, 미리암 라르센, 마티스 헤르만 뉘크비스트, 율리 셰우펠 | 25분 |
| 3    | "과거는 과거일 뿐"         | 페르올라브 쇠렌센 | 프레데리크 회위에르, 미리암 라르센, 마티스 헤르만 뉘크비스트, 율리 셰우펠 | 28분 |
| 4    | "크리스마스 스피드 데이트" | 페르올라브 쇠렌센 | 프레데리크 회위에르, 미리암 라르센, 마티스 헤르만 뉘크비스트, 율리 셰우펠 | 25분 |
| 5    | "완벽한 남자"              | 페르올라브 쇠렌센 | 프레데리크 회위에르, 미리암 라르센, 마티스 헤르만 뉘크비스트, 율리 셰우펠 | 34분 |
| 6    | "혼돈의 크리스마스"        | 페르올라브 쇠렌센 | 프레데리크 회위에르, 미리암 라르센, 마티스 헤르만 뉘크비스트, 율리 셰우펠 | 31분 |

## 평가
IMDb에서는 3,675명의 투표로 10점 만점에 평균 7.7점의 점수를 얻으며 긍정적인 평가를 받았다. 베르덴스 강의 모르텐 스톨레 닐센은 《브리짓 존스의 일기》와 (작중에서도 언급되는) 《러브 액츄얼리》가 합쳐진 것 같다고 묘사했다. NRK의 시구르 비크(Sigurd Vik)는 기존 크리스마스 영화의 클리셰를 잘 배합한 한편 노르웨이의 휘게를 잘 살려내어 노르웨이는 물론 해외 시청자들에게도 어필할 수 있는 작품으로 평하였다.

## 같이 보기
- 크리스마스 영화 목록